# Usman Ally
Usman Ally é um ator suazilandês de cinema, teatro e televisão. Em 2015, Ally ganhou um prêmio Obie por seu papel em The Invisible Hand. Ele apareceu em várias produções de teatro, incluindo The Elaborate Entrance of Chad Deity, The Jungle Book e uma produção de A Volta ao Mundo em 80 Dias. Ele é conhecido por seus papéis nas telas, como Vincent em Agents of S.H.I.E.L.D. e o homem com gancho em A Series of Unfortunate Events. Ele teve seu primeiro trabalho com jogo eletrônico dublando o antagonista Asav em Uncharted: The Lost Legacy.

## Vida
Usman Ally nasceu na Suazilândia e foi criado no Quênia, Botsuana e Tanzânia. Aos 18 anos, mudou-se para os Estados Unidos e frequentou a Lewis and Clark College em Portland, Oregon, especializando-se em teatro e antropologia cultural. Enquanto estudava por lá ele foi apresentado a um grupo chamado Prisoners of Politics, e começou a participar de performances de poesias islâmicas e hip hop. Pouco depois de se formar na Lewis e Clark, ele frequentou a Universidade da Flórida, onde se formou Magna Cum Laude em mestre de boas artes em atuação.

## Filmografia
| Ano         | Título                         | Papel                    | Notas                                                           |
| ----------- | ------------------------------ | ------------------------ | --------------------------------------------------------------- |
| 2017        | Uncharted: The Lost Legacy     | Asav                     | Jogo eletrônico, motion capture e dublagem                      |
| 2017        | Nobodies                       | Gavin                    | 5 Episódio, (pós-produção)                                      |
| 2017        | Brooklyn Animal Control        | Lawyer                   | 1ª Temporada Episódio 1, (pós-produção)                         |
| 2017        | A Series of Unfortunate Events | Homem da mão de gancho   | 7 Episódios                                                     |
| 2017        | Just Add Magic                 | Sr. Morris               | "Just Add Silvers" "Just Add Fluffy" "Just Add Caroline"        |
| 2016        | Agents of S.H.I.E.L.D.         | Vincent                  | "The Good Samaritan (2016)" "Lockup (2016)" "Meet the New Boss" |
| 2016 - 2017 | Veep                           | Embaixador Al Jaffar     | "Qatar" "Inauguration" "Mother" "Groundbreaking"                |
| 2016        | Helen & Grace                  | Treinador                | "Stand for Something" "Meet Helen & Grace"                      |
| 2016        | Blindspot                      | Hakim                    | "Cease Forcing Enemy"                                           |
| 2016        | Love Meet Hope                 | Andrew                   |                                                                 |
| 2015        | The Player                     | Hamid                    | Pilot                                                           |
| 2015        | Castle                         | Bilal Jafari             | "Sleeper"                                                       |
| 2014 - 2015 | Madam Secretary                | Zahed Javani             | "Tamerlane" "The Ninth Circle" "Blame Canada"                   |
| 2015        | Misled                         | Waseem                   |                                                                 |
| 2014        | Person of Interest             | Jamal Risha              | "Allegiance"                                                    |
| 2014        | Mind Games                     | Charles                  | "Pilot"                                                         |
| 2013        | Star Trek Into Darkness        | U.S.S. Vengeance Officer |                                                                 |
| 2013        | Blue Bloods                    | Vendor                   | "No Regrets"                                                    |
| 2012        | Just Like a Woman              | Ousman                   |                                                                 |
| 2012        | Boss                           | Joe Young                | "Mania" "Redemption"                                            |
| 2011        | Our Fathers                    | Ahmed                    | Short                                                           |
| 2011        | Damages                        | Nasim Marwat             | 4 Episódios                                                     |
| 2011        | The Chicago Code               | Abrahm                   | "St. Valentine's Day Massacre"                                  |
| 2009        | Chicago Overcoat               | Pawnshop Owner           |                                                                 |
| 2008        | The Group                      | Sunil                    | Short                                                           |